# عبيد خليفة
عبيد خليفة (مواليد 13 أبريل 1985، لاعب كرة قدم إماراتي دولي سابق.
لعب مع أندية الأهلي والشارقة و عجمان .

## روابط خارجية
- عبيد خليفة على موقع ناشيونال فوتبول تيمز (الإنجليزية)